# Pterocles burchelli
La grandule di Burchell (Pterocles burchelli W.L.Sclater, 1922) è un uccello della famiglia Pteroclidae, diffusa nell'Africa australe.

## Distribuzione e habitat
La specie è diffusa in Angola, Botswana, Namibia, Sudafrica, Zambia e Zimbabwe.